# Autonomes Fahren
Dieser Artikel wurde auf der  Qualitätssicherungsseite des Portals Auto und Motorrad eingetragen. 
Bitte hilf mit, ihn zu verbessern, und beteilige dich an der Diskussion. (+)

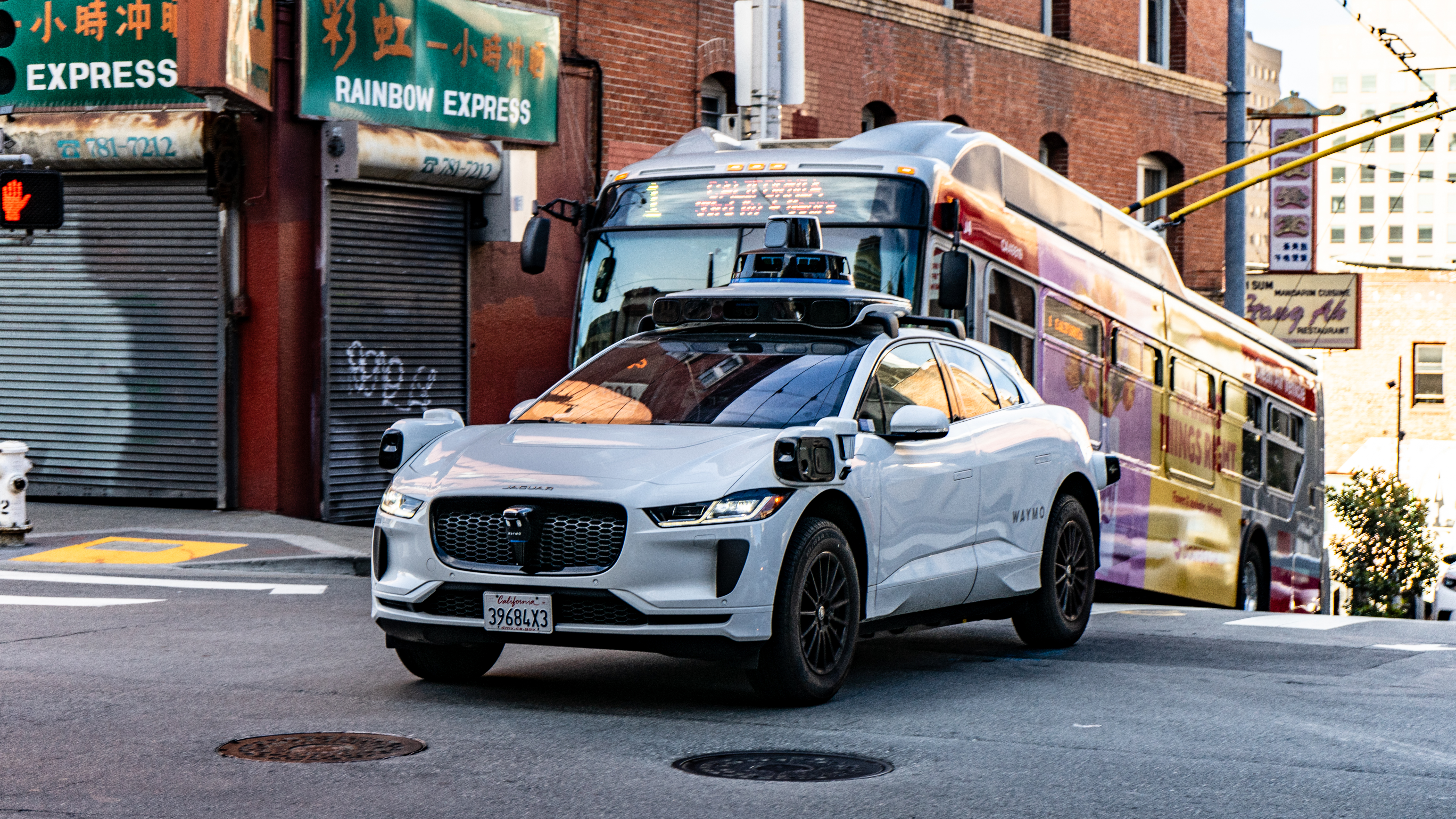
Fahrerloses Waymo-Taxi in San Francisco, Juni 2024

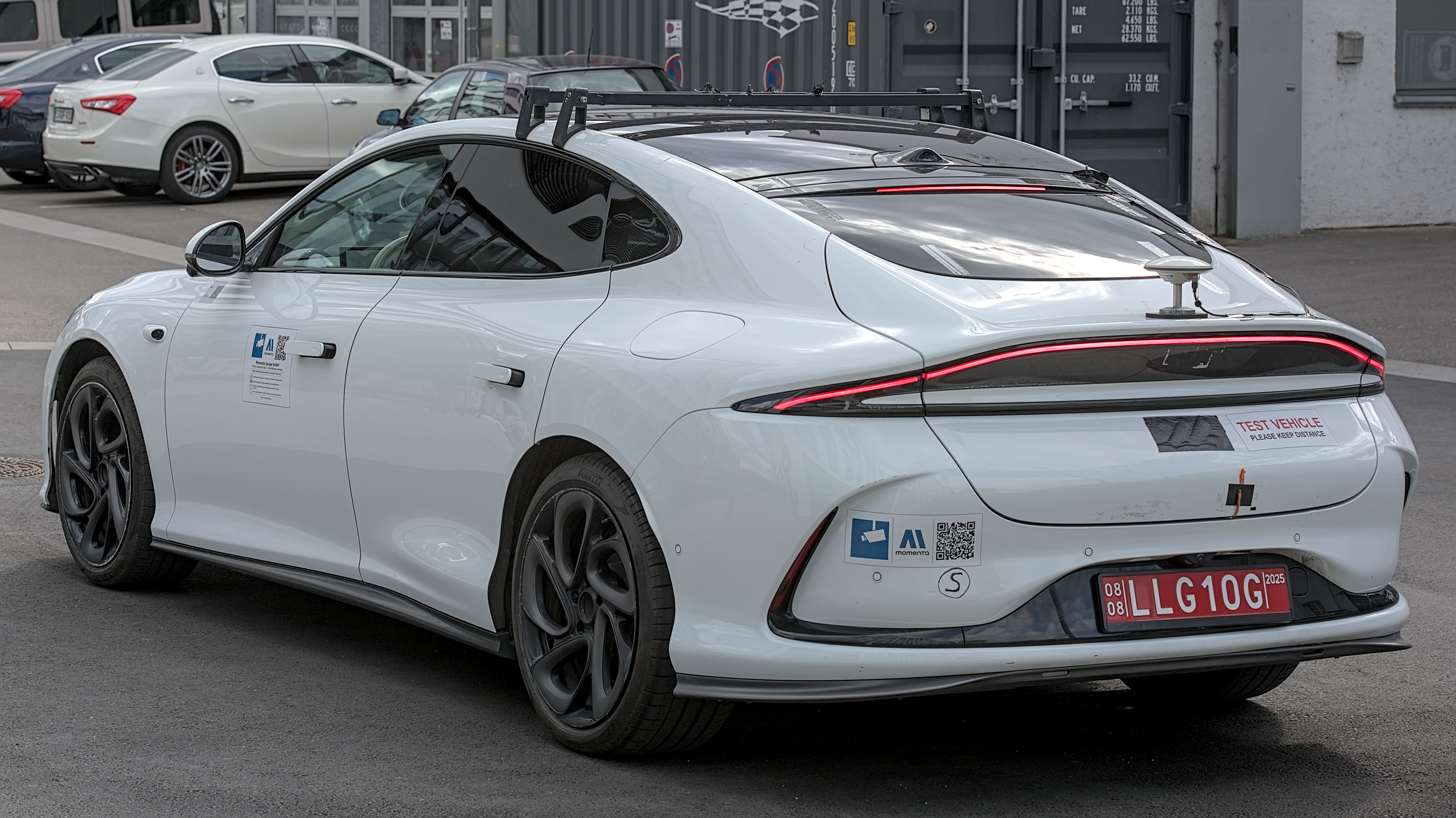
Autonomes Momenta-Testfahrzeug IM L6 in Böblingen, Mai 2025

Unter autonomem Fahren (auch hochautomatisches oder vollautomatisiertes Fahren genannt) ist die Fortbewegung von Fahrzeugen, mobilen Robotern und fahrerlosen Transportsystemen zu verstehen, die sich weitgehend autonom verhalten. Im engeren Sinne betrifft das nur die höchsten Stufen der Automatisierungsgrade nach Stufen 4 und 5.

## Grundbegriffe

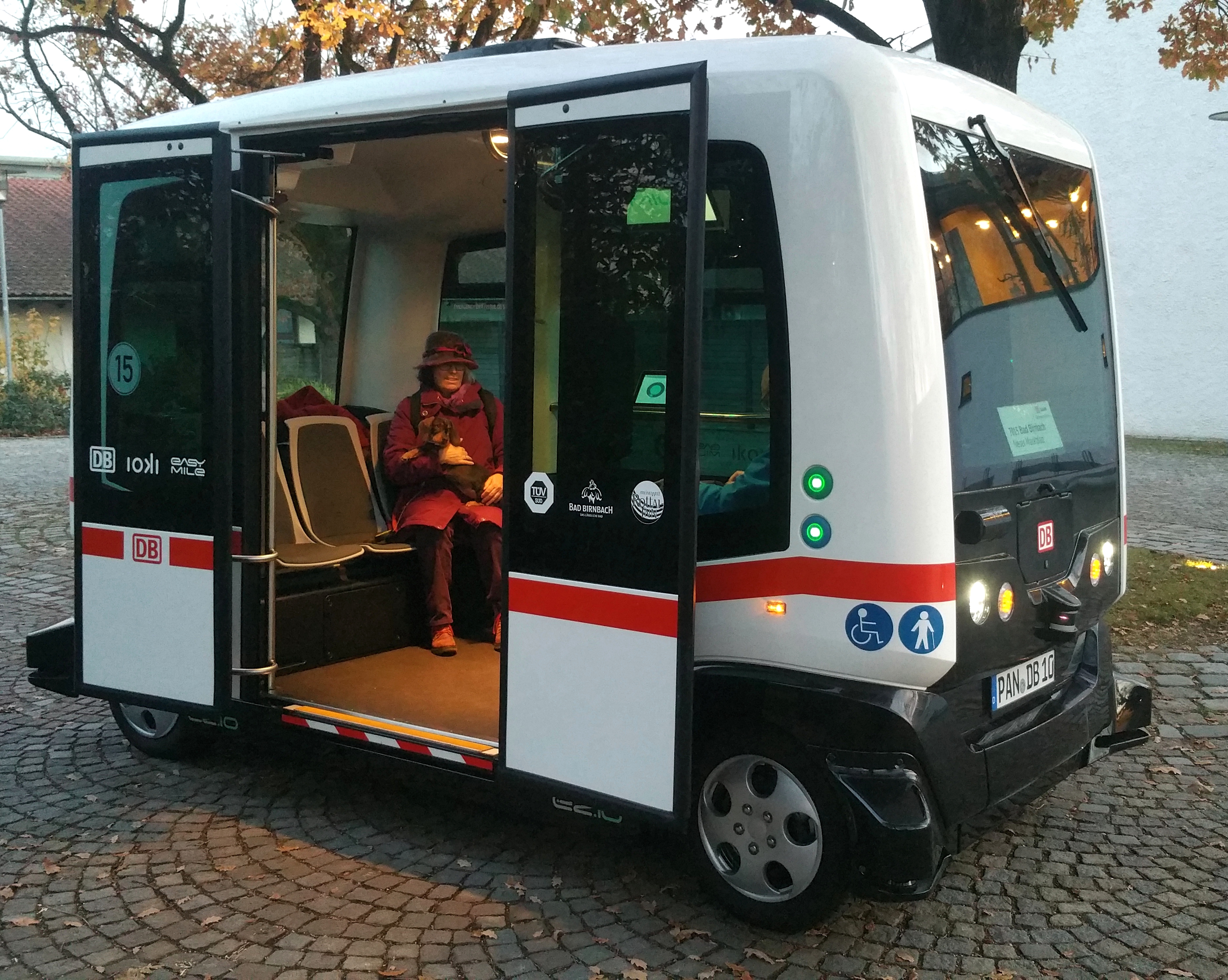
Autonomer Kleinbus in Bad Birnbach, Oktober 2017

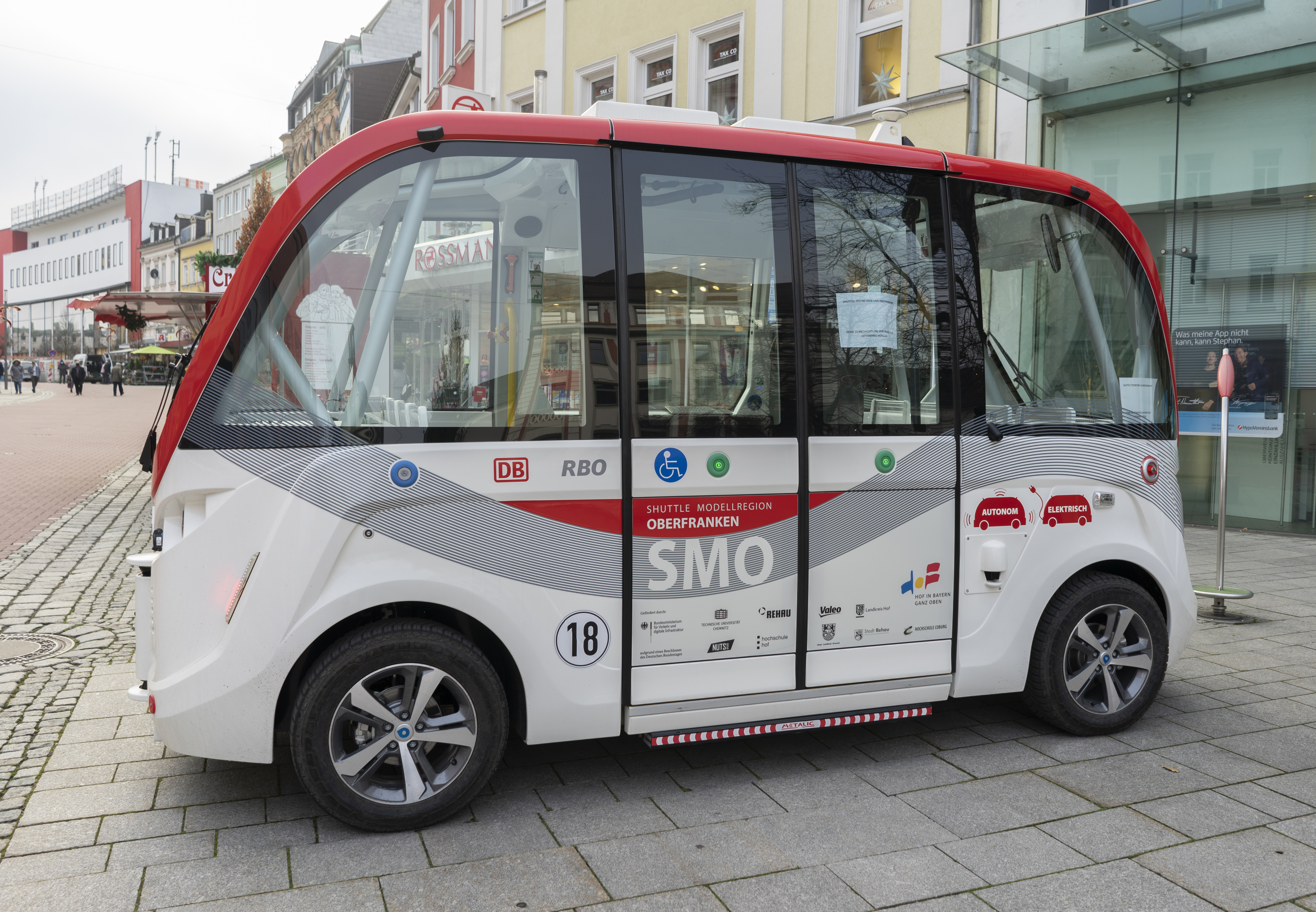
Autonomes, elektrisches Shuttle in der Hofer Altstadt

Die deutsche Bundesanstalt für Straßenwesen unterscheidet zwischen assistiertem, automatisiertem und autonomem Fahren. Fahrzeuge mit assistierenden und automatisierten Systemen, die sich ähnlich wie Flugzeuge im Autopilot-Modus verhalten, können Lenk-, Blink-, Beschleunigungs- und Bremsmanöver längs und quer der Fahrspur ohne menschliches Eingreifen durchführen; jedoch sollte ein Fahrer am Steuer sitzen und bei Bedarf eingreifen. Beim autonomen Fahren wird die Person am Steuer aus der Verantwortung genommen oder ganz auf sie verzichtet.

## Geschichte
Bereits in der zweiten Hälfte der fünfziger Jahre des 20. Jahrhunderts postulierte A. A. Kucher, seinerzeit leitender Ingenieur der amerikanischen Ford-Werke, als Mittel gegen die schwindenden Rohölreserven, zur Entlastung der Verkehrsadern und vor allem zur Senkung der steigenden Unfallzahlen die Forderung nach der Entwicklung einer Art elektronischer Autobahn für elektrisch betriebene Autos: „In den ‚Automobilen‘ von morgen wird es keine Abhängigkeit mehr von der menschlichen Reaktionsfähigkeit geben. Die Führung der Fahrzeuge wird über eine narrensichere elektronische Steuerung erfolgen.“
Pionier auf diesem Gebiet wurde dann Ernst Dickmanns, der in den frühen 1980er-Jahren mit Experimenten auf noch nicht für den Verkehr freigegebenen Autobahnabschnitten begann. Sein „Versuchsfahrzeug für autonome Mobilität und Rechnersehen“ VaMoRs (englisch VaMP) durchfuhr ab 1986 längere, verkehrsreiche Strecken teilweise autonom, jedoch noch mit starken Eingriffen durch den Fahrzeugführer.
Das fahrerlose Fahren bekam 2004 starken Auftrieb durch den DARPA-Wettbewerb in den USA, bei dem auch deutsche Automobilhersteller Preise gewannen.
Die ersten seriennahen autonomen Fahrzeuge stellte Audi im Januar 2015 auf der CES in Las Vegas unter dem Begriff „pilotiertes Fahren“ vor. Sie fuhren mehrere hundert Kilometer Autobahn durch die Wüste von Nevada ohne Eingriff durch die Person am Steuer.
Seit Oktober 2016 werden alle Tesla-Fahrzeuge mit einer Hardware ausgeliefert, die es zukünftig erlauben soll, die Fahrzeuge vollautonom, also nach dem SAE Stufe 5 zu fahren. Die Prognose von Tesla, dass das autonome Fahren bereits im Jahr 2017 mit den Tesla-Fahrzeugen möglich sein wird, bewahrheitete sich nicht. Auch zahlreiche Unfälle durch autonom fahrende Teslas spielten hier eine Rolle.
Ende 2022 wurde in Bern das erste autonome Lieferfahrzeug der Schweiz vorgestellt, welches seit Februar im Pilotbetrieb ist.

## Beispiele fortgeschrittener autonomer Systeme

### Waymo

Waymo Taxi ohne Fahrer in San Francisco 2023

Ein Beispiel für eines der am weitesten entwickelten Systeme ist das von Google entwickelte System Waymo.
Im August 2023 haben Waymo und Cruise die Erlaubnis erhalten, zahlende Fahrgäste im gesamten Stadtgebiet von San Francisco rund um die Uhr ohne einen Sicherheitsfahrer zu befördern. Stand März 2025 tätigt Waymo pro Woche 200.000 bezahlte Robotaxi-Fahrten in San Francisco, Los Angeles und Phoenix.

### Tesla Autopilot

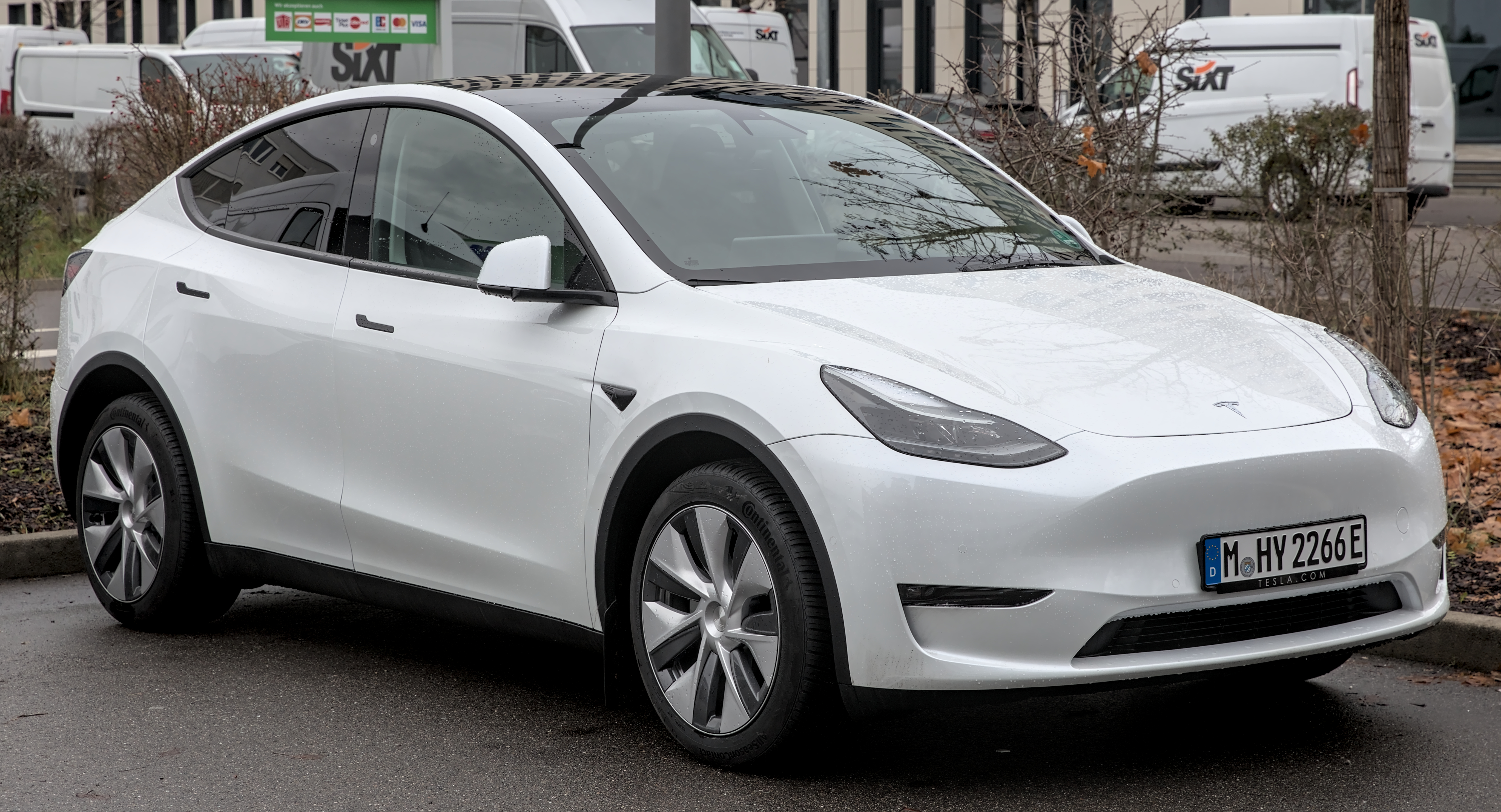
Tesla Model Y mit Autopilot in Serienproduktion. Meist verkauftes Auto weltweit überhaupt 2023 und 2024

Der Tesla Autopilot bzw. der Full Self Driving Modus von Tesla kann in Gebieten, in denen dies erlaubt ist z. B. USA, nahezu komplett allein fahren. Der Fahrer muss das Auto weiterhin überwachen, aber nur noch ad hoc eingreifen. Im Februar 2025 führte Tesla über ein online Update den Full Self Driving Modus in China ein.

### Mercedes Drive Pilot

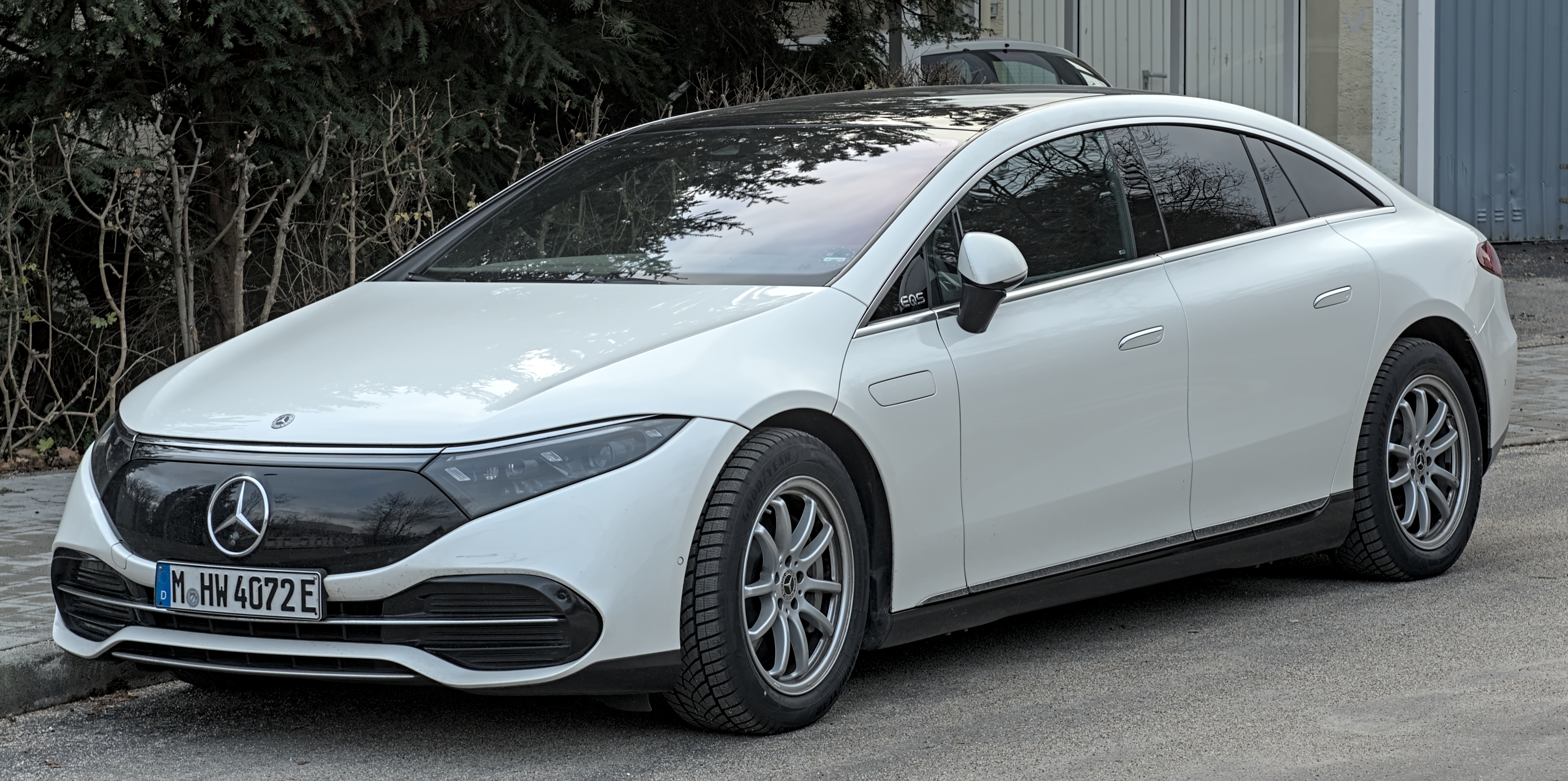
Mercedes-Benz EQS mit Drive Pilot in Serienproduktion.

Im Dezember 2024 erhielt Mercedes für den „Drive Pilot“ der S-Klasse- und EQS-Modelle eine Zulassung für eine erhöhte Geschwindigkeit von 95 km/h durch das Kraftfahrt-Bundesamt. Beim Drive Pilot kann der Fahrer gemäß Autonomie-Level 3 fahren. Das heißt, er darf dabei lesen, sich umdrehen, Nachrichten auf dem Handy schreiben etc.

### Robotaxis in China
Im Jahr 2024 haben mehr als 30 Städte in China Lizenzen für Robotaxis vergeben. Die Taxis kommen teilweise mit Sicherheitsfahrer. Die Robotaxis ohne Fahrer sind mit z. B. 1,40 Euro für 8,4 Kilometer Strecke deutlich günstiger als normale Taxis. Sie stehen rund um die Uhr zur Verfügung. Anbieter sind z. B. die Firma Baidu, das chinesische Pendant zu Google.

## Entwicklung in Deutschland
In Deutschland sind die rechtlichen Vorgaben sehr streng und es herrscht eine große Skepsis in der Bevölkerung, Deutschland hinkt anderen Ländern massiv hinterher. Technisch war Deutschland bereits in den 1980er Jahren maßgeblich an der Entwicklung des autonomen Fahrens beteiligt. Die Hersteller entschieden sich aber für einen evolutionären Ansatz, d. h. die Weiterentwicklung von Fahrassistenzsystemen zu autonomen Systemen und zielten nicht auf den vollautomatischen Betrieb wie die Hersteller in China und den USA ab.
Seit Mai 2025 läuft im Rahmen des Projekts KIRA („KI-basierter Regelbetrieb autonomer On-Demand-Verkehre“) der Testbetrieb autonomer Fahrzeuge auf Stufe 4. Hierbei wird der Nio ES8 mit dem Fahrsystem Mobileye Drive eingesetzt. Da nur eine Erprobungsgenehmigung gemäß Autonomfahrzeugsbetriebsverordnung §16 AFGBV vorliegt, gibt es in den Fahrzeugen noch einen Sicherheitsfahrer.

## Fahrerassistenzsysteme
Fahrerassistenzsysteme sind die Vorstufen des autonomen Fahrens. Sie bedienen Level 1 und 2 und finden sich in einer Vielzahl von Automobilen. Dazu gehören etwa der Spurhalteassistent, Stauassistent, Automatische Distanzregelung, Notbremsassistent, Intelligente Geschwindigkeitsassistenz, Abbiegeassistent, Fahrdynamikregelung, Antiblockiersystem.

## Autonomes Parken
Eine erste Anwendung des fahrerlosen und damit voll autonomen Fahrens war das autonome Einparken. Der Fahrer sitzt dabei nicht mehr selbst im Fahrzeug, sondern aktiviert die Einparkautomatik von außen. Dies wurde ab ca. 2010 erprobt. Eine Spezialfunktionalität bietet das vollautomatisierte Valet-Parken. Hierbei wird das Fahrzeug wie beim Valet-Parken in einer Abstellzone abgestellt, fährt dann aber selbstständig, also ohne menschliche Überwachung, aber unterstützt vom im Parkhaus installierter Technik zum Parkplatz.

## Autonomer mobiler Roboter
Das Beispiel eines anderen Fahrzeugtyps, der sich ohne Insassen und insbesondere ohne Fahrer fortbewegte, war der (nie auf dem Mars gelandete) sowjetische Marsroboter Prop-M von 1971 (siehe Mars (Raumsonde)). Mit dem „mobilen Roboter“, von dem hier die Rede ist, ist eine bewegliche Maschine gemeint. Die Aufgabe solcher Systeme besteht darin, dem Menschen mechanische Arbeit abzunehmen. Außerdem können sie mit ihrer Umgebung selbständig agieren und sich in ihr bewegen. Mobile Roboter werden oft bereits dann als autonom bezeichnet, wenn sich die sie steuernde Software/Elektronik/Hardware „on board“ befindet. Der Roboter ist dann solange autonom, wie seine Energieversorgung dies zulässt. Dem Roboter Anweisungen zu übermitteln, wie oder welche Aufgabe er zu diesem oder jenem Zeitpunkt zu erledigen hat, beeinträchtigt nicht seine Autonomie. Ein Roboter gilt erst dann als vollständig autonom, wenn er in Bezug auf seine Energieversorgung autark ist.

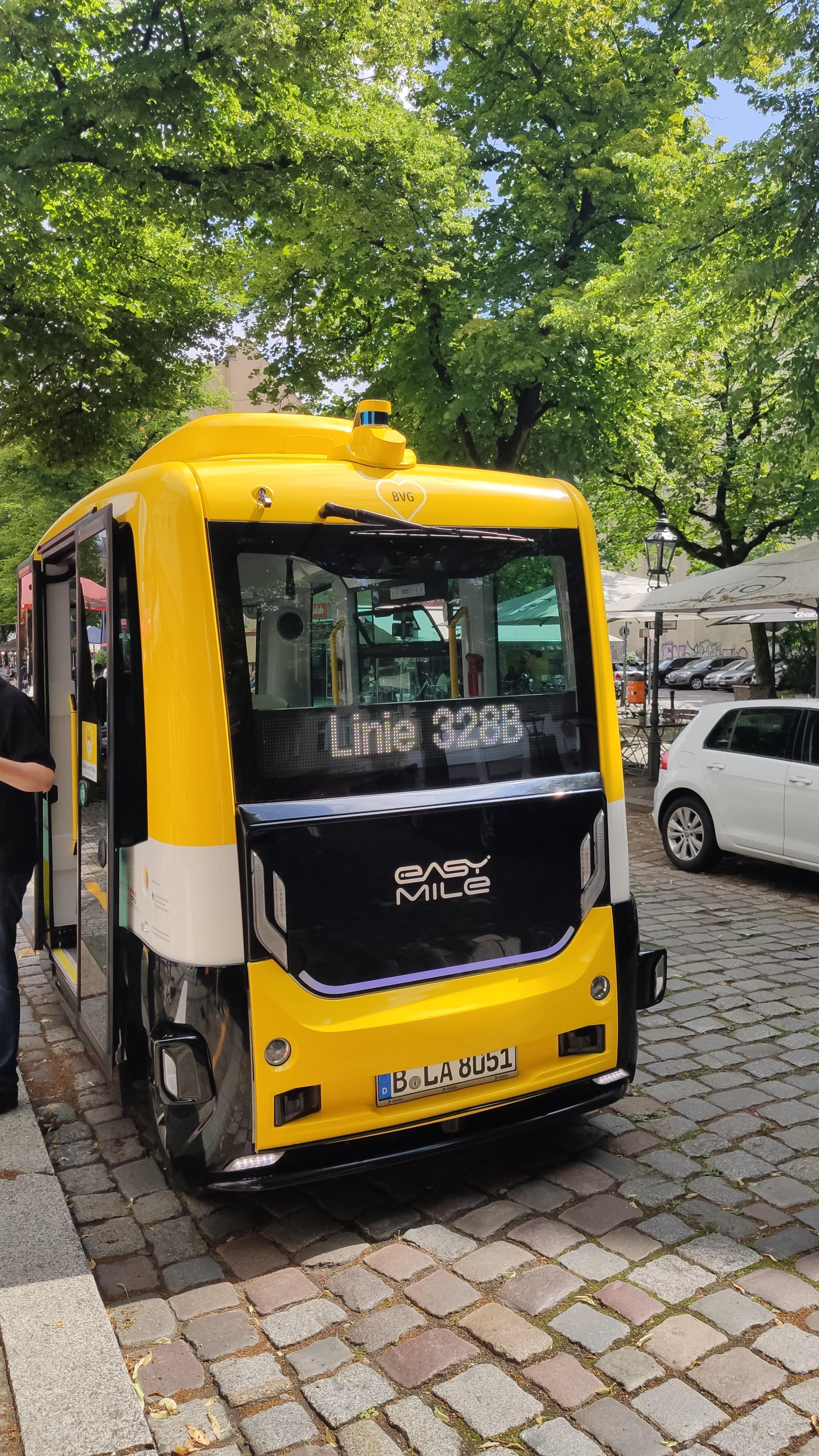
Autonom fahrender Bus in Berlin (Juli 2021)

## Fahrerloses Tranportfahrzeug
Fahrzeuge, die für den Transport gedacht sind und ohne Fahrer auskommen, sind in der Industrie weit verbreitet. Mithilfe von Sensorik und Software zur Lokalisation, Navigation und Pfadplanung suchen sich diese mobilen Transportroboter auf einem fest definierten Gebiet ihre Wege selbständig.
Einige Universitäten richten Wettbewerbe mit kleinen Modellfahrzeugen aus, die autonom vorgegebene Strecken mit Hindernissen abfahren.

## Automatisierungsgrade (Stufen)
Häufig wird kontinuierlich wirkende Automatisierung auch nach Automatisierungsgrad oder -stufe unterschieden. Der hier gültige Standard ist die SAE J3016 der SAE-International, einer Standardisierungsorganisation. Sie hat Arbeiten der BASt (Bundesanstalt für Straßenwesen) weitergeführt. Hierbei werden die Fahrfunktionen in die Stufen 0 bis 5 eingeteilt. Die vorgeschlagenen einfachen Begriffe (assistierter, automatisierter und autonomer Modus) beschreiben Fahrerrollen und bleiben auch in Bezug auf frühere Bezeichnungen des VDA und der BASt konsistent und trennscharf. Die SAE J3016 wird jedoch auch kritisch diskutiert, und es gibt verschiedene Ansätze zu ihrer Erweiterung.
Stufen der BASt, VDA und SAE-Standard J3016:
- Stufe 0: Selbstfahrer („Driver only“), der Fahrer fährt selbst (lenkt, beschleunigt, bremst etc.)
- Stufe 1: Assistierter Modus. Bestimmte Assistenzsysteme helfen bei der Fahrzeugbedienung, beispielsweise der Abstandsregeltempomat (ACC).
- Stufe 2: Assistierter Modus. Teilautomatisierung. Funktionen wie automatisches Einparken, Spurhalten, allgemeine Längsführung, Beschleunigen, Abbremsen werden von den Assistenzsystemen übernommen, z. B. vom Stauassistent.
- Stufe 3: Automatisierter Modus. Der Fahrer muss das System nicht dauernd überwachen. Das Fahrzeug führt selbständig Funktionen wie das Auslösen des Blinkers, Spurwechsel und Spurhalten durch. Der Fahrer kann sich anderen Dingen zuwenden, wird aber bei Bedarf innerhalb einer Vorwarnzeit vom System aufgefordert die Führung zu übernehmen. 2022 hat Mercedes-Benz als erster Automobilhersteller weltweit die Zulassung für ein autonomes Fahrsystem Stufe 3 erhalten. Das System übernimmt auf der Autobahn bis zu 60 km/h bei guten Witterungsbedingungen die Fahrt.[22] Die Zulassung wurde 2024 auf eine Geschwindigkeit von 95 km/h erhöht und soll ab Frühjahr 2025 erhältlich sein.[9][10][23]
- Stufe 4: Autonomer Modus. Hochautomatisierung. Die Führung des Fahrzeugs wird dauerhaft vom System übernommen. Werden die Fahraufgaben vom System nicht mehr bewältigt, kann der Fahrer aufgefordert werden, die Führung zu übernehmen.
- Stufe 5: Autonomer Modus. Vollautomatisierung. Kein Fahrer erforderlich. Außer dem Festlegen des Ziels und dem Starten des Systems ist kein menschliches Eingreifen erforderlich. Das Fahrzeug kommt ohne Lenkrad und Pedale aus.

Das Modell der BASt unterscheidet ausschließlich nach assistiertem, automatisiertem und autonomem Modus. Im Fokus der Nutzerkommunikation stehen die Nutzer und deren fahrbezogenen Aufgaben.
Bis einschließlich Stufe 2 assistieren die Funktionen den Fahrern (Assistierter Modus). Im Stufe 3 (Automatisierter Modus) automatisieren die Funktionen die Fahraufgabe. Fahrzeuge, deren Systeme Stufe 3 erfüllen, können zeitweise selbstständig fahren, wobei die Fahrer nach Aufforderung und mit zeitlichem Vorlauf das Steuer wieder übernehmen. Damit gibt die Technik im Stufe 3 erstmals die Möglichkeit, fahrfremde Tätigkeiten während der Fahrt sicher auszuführen. Die Nutzung dieser technischen Möglichkeit ist mit dem im Jahre 2017 verabschiedeten Gesetz zum automatisierten Fahren in Deutschland auch rechtlich erlaubt. Ab Stufe 4 (Autonomer Modus) können Fahrzeuge selbstständig fahren, ohne dass die Fahrer übernehmen können müssen – die Funktionen sind also autonom bei der Ausführung der Fahraufgabe.
Von „Autonomem Fahren“ ist bei einem Automatisierungsgrad ab Stufe 4 die Rede.
Hinweis: der Automatisierungsgrad von Schienenfahrzeugen wird über IEC 62267 in vier Klassen eingeteilt.

## Technische Entwicklung
Technisch hat sich das autonome Fahren in Deutschland aus den Fahrerassistenzsystemen entwickelt. In China und den USA ging man den Weg direkt über künstliche Intelligenz und war damit schneller am Ziel. Das früheste Fahrassistenzsystem (1958) stammte von Chrysler und nannte sich Cruise Control (Tempomat). Es regelte die Längsbeschleunigung automatisch, jedoch ohne Kenntnis der umgebenden Fahrzeuge. Die vollautomatische Längsführung (Adaptive Cruise Control, ACC) berücksichtigt den vorausfahrenden Verkehr und stellt eine Form des teilautonomen Fahrens dar.

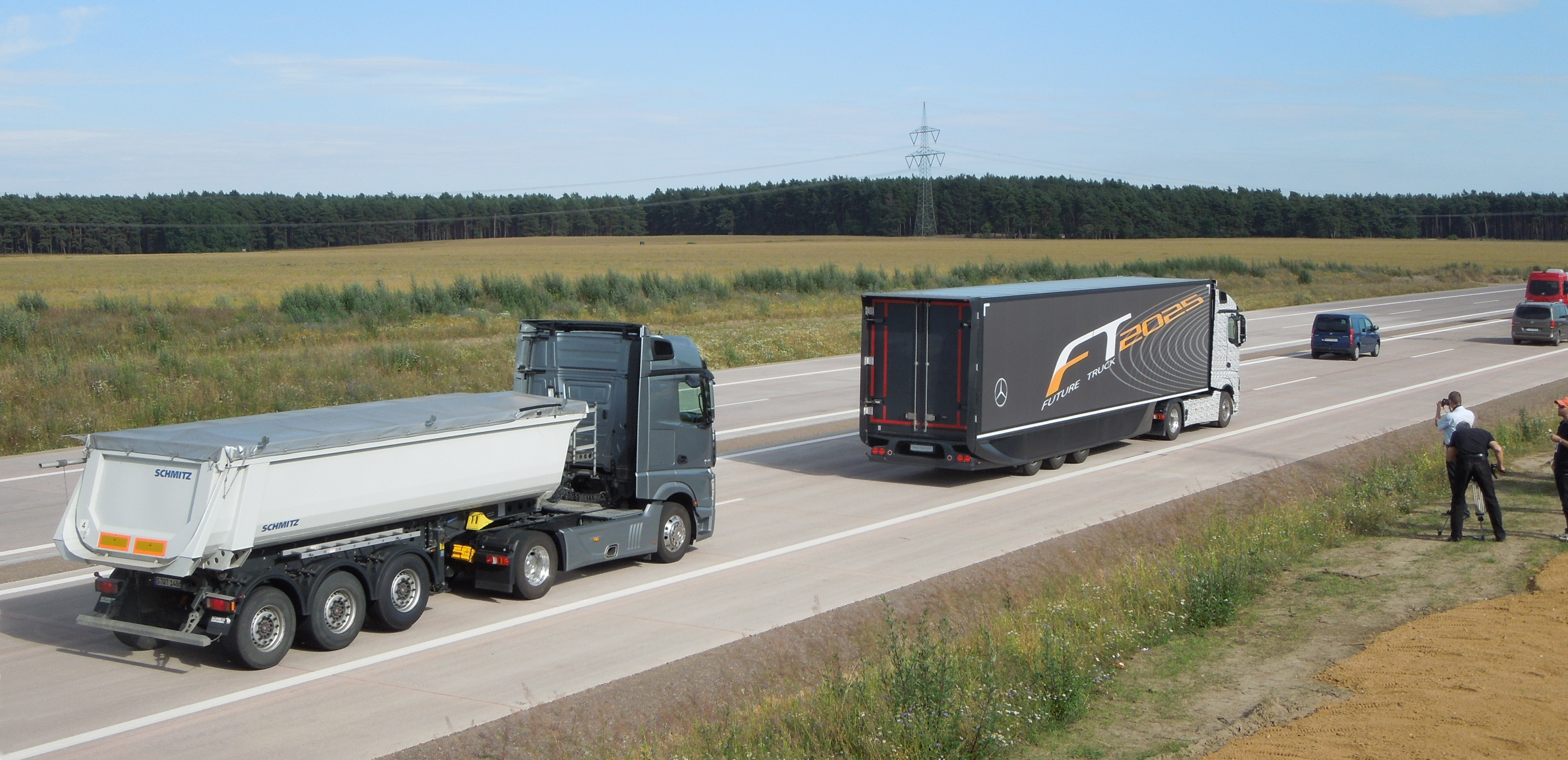
Der Prototyp von Mercedes-Benz, Future Truck 2025, fuhr auf der BAB A14 bei Magdeburg selbständig im Kolonnenverkehr. Es handelt sich hier um Autonomiestufen (Level)-3-Autonomie, da das Fahrzeug auch Manöver wie Spurwechsel selbstständig unternehmen konnte und der Fahrer nicht dauerhaft die Fahrt überwachen musste.

Das autonome Fahren gilt als Paradigmenwechsel, ist jedoch technisch ein evolutionärer Prozess. Voraussetzung ist das Vorhandensein von Sensoren (Radar, Video, Laser) und Aktoren (in der Motorsteuerung, der Lenkung, den Bremsen) im Fahrzeug. Die Autonomie selbst stellen Computer im Auto bereit, die aus Sensordaten ein Modell der Umwelt aufbauen. Daraus werden notwendige Fahrentscheidungen automatisch abgeleitet und an die Aktoren im Fahrzeug weitergegeben. Zur Bewältigung der großen Datenmengen, etwa beim Erkennen von Verkehrszeichen, wird vor der Implementierung in die Fahrzeuge häufig maschinelles Lernen eingesetzt. Medientheoretiker fordern einen breiteren gesellschaftlichen Dialog über die Auswirkungen des autonomen Fahrens, insbesondere bei Dilemmasituationen, wo der Bordrechner Schaden nicht mehr vermeiden kann, sondern Schäden gewichten muss – im Grunde ethische Entscheidungen.
Rechtlich steht dem autonomen Fahren das international verabschiedete Wiener Übereinkommen über den Straßenverkehr von 1968 entgegen, das in Art. 8 (5) explizit dem Fahrzeugführer die dauernde Fahrzeugbeherrschung vorschreibt. Seit 2015 wird eine Modifizierung des „Wiener Weltabkommens“ vorgenommen, um teilautonome Systeme zuzulassen. Das autonome Fahren ist derzeit nur zu Testzwecken mit Sondergenehmigung möglich. Beispielsweise hat Daimler für zwei seiner Freightliner Inspiration Trucks mit dem Highway Pilot System eine Lizenz für den Straßenverkehr im US-Bundesstaat Nevada erhalten.
Im Dezember 2011 wurde bekannt, dass Google nach mehreren Jahren der Entwicklung ein US-Patent für die Technik zum Betrieb von autonomen Fahrzeugen gewährt wurde. Die Testflotte hatte nach Aussage des Unternehmens zu diesem Zeitpunkt bereits ca. 257.000 km (160.000 Meilen) unter begrenzter Einwirkung des Fahrers sowie mehr als 1600 km (1000 Meilen) ohne Fahrerbeteiligung zurückgelegt. Im Mai 2012 erhielt Google in den USA die erste Zulassung eines autonomen Fahrzeugs für den Test auf öffentlichen Straßen des US-Bundesstaates Nevada. Bedingung war jedoch, dass sich eine Person hinter dem Steuer befindet, die notfalls eingreifen kann. Das Google-Roboter-Auto soll aber bereits im Dezember 2013 sicherer gefahren sein als ein menschlicher Autofahrer.
Lange Zeit versuchte Google für sein laufend an hierfür gekauften Modellen von Toyota, Honda, Audi, Lexus und VW weiterentwickeltes Technikpaket Google Driverless Car einen passenden Autohersteller zu finden und favorisierte hierfür Tesla Motors. Später begann Google jedoch, 100 hauseigene Elektro-Testfahrzeuge zu bauen und erste Prototypen dieses neuen Fahrzeugtyps ohne Lenkrad, Bremse und Gaspedal mit körperlich bedürftigen und anderen interessierten Personen zu testen. Im Mai 2014 stellte Google sein Roboterauto erstmals einer Gruppe von Journalisten vor, die im Vergleich zwischen menschlichem Fahrer und selbstfahrendem System keinen Unterschied im Fahrverhalten mehr feststellen konnten. Google erklärte jedoch, dass das Fahren bei Regen und Schnee nach wie vor Probleme bereite. Das Robotersystem beruhe auf selbstständigem Lernen und selbstständiger Erfassung und Interpretation der Umgebung. Als Start für den Massenmarkt hatte Google-Mitgründer Sergey Brin im Mai 2014 das Jahr 2017 als Ziel für die USA angegeben. Dieser Zeitpunkt konnte aber nicht eingehalten werden.
Im Juli 2014 fuhr in Deutschland ein Prototyp der Daimler AG (Future Truck 2025) auf dem damals noch nicht eröffneten Autobahnteilstück (BAB A14 nördlich von Magdeburg) völlig selbständig, insbesondere im Kolonnenverkehr, jedoch ohne autonomes Wechseln der Spur. Am 2. Oktober 2015 fuhr erstmals ein seriennaher Lkw mit Teilautonomie (Ausnahmegenehmigung nach § 70 StVZO) auf einer öffentlichen Straße, und zwar der BAB A8 in Baden-Württemberg.
2016 begann der experimentelle Einsatz von autonomen Kleinbussen im öffentlichen Nahverkehr, insbesondere mit Fahrzeugen der Marke Navya, in der Schweizer Gemeinde Sitten. Ein ähnliches Projekt gab es in Lyon/Frankreich.
Seit Oktober 2016 werden alle Tesla-Fahrzeuge mit Hardware ausgeliefert, die es nach Herstellerangaben zukünftig erlauben sollte, die Fahrzeuge vollautonom, d. h. nach SAE Stufe 5 zu fahren. Vorerst wird das System in einem „Schatten-Modus“ mitlaufen, d. h. ohne in den Fahrbetrieb einzugreifen, und die gesammelten Daten an Tesla zurücksenden, um die Fähigkeiten des Systems schrittweise zu verbessern, bis das System zur Freigabe mittels eines over-the-air upgrades bereit ist. Tesla schätzte, dass ein komplett autonomes Fahren Ende 2017 möglich sein würde und plante eine Demonstrationsfahrt von San Francisco nach New York, bei der ein Fahrzeug die Strecke ohne Fahrer zurücklegen sollte. Der Zeitplan konnte jedoch nicht eingehalten werden und die Testfahrt fand nicht statt.
Ab Januar 2017 testet der Automobilzulieferer Delphi Automotive ein autonom fahrendes Demonstrationsfahrzeug. Das zusammen mit Mobileye entwickelte Fahrzeug soll auf einer rund 10 Kilometer langen Teststrecke im öffentlichen Verkehr von Las Vegas alltägliche Verkehrssituationen wie etwa Autobahnauf- und -abfahrten, Tunnelpassagen und dichten innerstädtischen Verkehr bewältigen.
Im April 2017 kündigten Bosch und Daimler eine Kooperation an. Gemeinsam sollten autonome Fahrzeuge für das urbane Umfeld entwickelt werden. Im August 2021 wurde publik, dass die beiden Kooperationspartner ihr „Robo“-Projekt beenden.
Im August 2017 stellte Audi auf der IAA mit der 4. Generation des Audi A8 das erste Serienfahrzeug mit Funktionen der Automatisierungsstufe 3 vor. Diese umfassen die hochautomatisierte Führung des Fahrzeuges auf Autobahnen bei Geschwindigkeiten unter 60 km/h und in Stausituationen. Dabei wird die gesamte Verantwortung über das Fahrzeug an den Staupiloten abgegeben und es besteht keine Kontrollpflicht durch den Fahrer. Im April 2020 gab Audi bekannt, aufgrund der weiterhin fehlenden ECE-Zulassung den Staupiloten in dieser Fahrzeuggeneration nicht mehr freizuschalten.
Im Herbst 2017 führte Waymo die ersten selbstfahrenden Fahrzeuge ein, die vollständig ohne menschliche Überwachung auskommen. Bisher musste zur Sicherheit immer ein Mensch auf dem Fahrersitz verfügbar sein, um im Notfall das Steuer übernehmen zu können. In der neuesten Generation der Waymo-Fahrzeuge ist dies jetzt nicht mehr notwendig. Der Fahrersitz kann unbesetzt bleiben. Allerdings werden die Fahrzeuge bisher nur in einem dünn besiedelten Vorort von Phoenix eingesetzt, der bezüglich der Komplexität des Verkehrsgeschehens eher geringe Anforderungen an das Auto stellt.
Im Juli 2019 gab BMW bekannt, dass gemeinsam mit dem chinesischen IT-Unternehmen Tencent ein Rechenzentrum in der ostchinesischen Hafenstadt Tianjin gebaut werden soll. „BMW kann damit Lösungen für das autonome Fahren entwickeln, die besser zu den spezifischen Fahrbedingungen in China passen“, erklärte der China-Chef von BMW, Jochen Goller.
Daimler beantragte 2021 eine Stufe-3-Zertifizierung für seine S-Klasse, vorerst nur für Autobahnstrecken mit hohem Verkehrsaufkommen bis zu einer Höchstgeschwindigkeit von 60 km/h.
Ab Mitte April 2022 gibt es für die Mercedes EQS- und S-Klasse den sogenannten „Drive Pilot“ als Option, der autonomes-Fahren auf Stufe 3 erlaubt. Der Fahrer kann diesen Modus aktivieren und dann auch den Blick von der Straße abwenden, wenn die Bedingungen das zulassen. Voraussetzungen sind unter anderem, dass das Auto sich bei Tageslicht und über 3 °C Außentemperatur auf einer trockenen Autobahn ohne Baustelle oder Tunnel und mit sichtbaren Fahrbahnmarkierungen befindet. Zusätzlich muss Mercedes hochauflösende Karten der Strecke kennen und ein anderes Auto auf der gleichen Spur vorausfahren. Das Auto tätigt dann keine Spurwechsel und folgt mit höchstens 60 km/h dem vorfahrenden Auto. Ist der Abstand zu groß, fordert es den Fahrer auf, die Kontrolle wieder zu übernehmen. Im Falle eines Unfalls wird die Haftung vom Autohersteller übernommen.
Im August 2023 haben Waymo und Cruise die grundsätzliche Erlaubnis erhalten, zahlende Fahrgäste im gesamten Stadtgebiet von San Francisco rund um die Uhr auch ohne einen Sicherheitsfahrer zu befördern. Damit ist Level 5 Realität in den USA.
Im Jahr 2024 haben mehr als 30 Städte in China Lizenzen für Robottaxis vergeben. Die Taxis kommen teilweise mit Sicherheitsfahrer. Bei manchen Taxis gibt es kein Fahrer mehr. Die Robotaxis fahren rund um die Uhr. Anbieter sind z. B. der Techriese Baidu, das chinesische Pendant zu Google. Damit ist Level 5 Realität in China.
Im Dezember 2024 erhielt Mercedes für den „Drive Pilot“ der S-Klasse- und EQS-Modelle eine Zulassung für eine erhöhte Geschwindigkeit von 95 km/h durch das Kraftfahrt-Bundesamt. Die weiterentwickelte Version des „Drive Pilot“ soll ab Frühjahr 2025 erhältlich sein, auch für ältere Modelle mit verbautem „Drive Pilot“.
Im Februar 2025 führte Tesla über ein online Update den Full Self Driving Modus in China ein. Europa soll in wenigen Monaten folgen.
Im März 2025 kündigte der größte Autohersteller in China BYD an, künftig in alle seine Fahrzeuge sein autonomes System God's Eye serienmäßig einzubauen, selbst im BYD Seagull, der in China umgerechnet 9300 Euro kostet. God's Eye wurde bislang von BYD nur in größeren Fahrzeugen verbaut. God's Eye ermöglicht bislang das automatisierte Fahren auf der Autobahn unter Aufsicht des Fahrers sowie das vollautomatisierte Ein- und Ausparken eines Fahrzeugs. Nach Ansicht von BYD werde autonomes Fahren bei Neufahrzeugen in den nächsten zwei bis drei Jahren so wichtig werden wie Sicherheitsgurte und Airbags. Bislang sei nach Angaben von BYD der hohe Preis ein Hindernis gewesen, dass alle Käufer in den Vorzug dieser Systeme kommen. Der BYD-Chef meinte, dass autonomes Fahren zum neuen Markenzeichen chinesischer Autos werden wird. Bei deutschen Herstellern werden solche Systeme bislang nur von Mercedes und BMW in der Oberklasse für sehr hohe Preise angeboten.

## Recht

### Deutscher Verkehrsgerichtstag
Das autonome Fahren wirft schwierige haftungsrechtliche Fragen auf, die ethisch und rechtsphilosophisch beantwortet werden müssen.
Das Thema ist mehrmals vom Deutschen Verkehrsgerichtstag beraten worden. Die ständige Kommission des 53. Deutschen Verkehrsgerichtstags ging im Januar 2015 davon aus, dass die Technik einen wesentlichen Beitrag zur Verbesserung der Sicherheit und Leichtigkeit des Straßenverkehrs leisten könne. Eine vollständige und dauerhafte Einführung des Systems würde nach den derzeitigen rechtlichen Möglichkeiten aber nicht gegeben sein. Daneben wurde gefordert, dass der Fahrer selbst über die Nutzung des Systems entscheiden könne (Abschaltbarkeit) und jederzeit über den Automatisierungsgrad informiert werde. Der hochautomatisierte Fahrbetrieb müsse dann den Fahrer von Sanktionen und der Fahrerhaftung freistellen.
Der 54. Deutsche Verkehrsgerichtstag im Januar 2016 endete mit einem Streitgespräch zum autonomen Fahren. Schwerpunkte der Diskussion waren der ethische Aspekt (wie soll der Algorithmus in „Dilemmasituationen“ reagieren) und die gesellschaftliche Akzeptanz. Erschwert werden die Dilemma-Situationen dadurch, dass international verschiedene Rechts- und Werteverständnisse aufeinander treffen und man sich möglicherweise nicht auf eine gemeinsame Ethik einigen könne.

### Gesetzgebung in den USA
Die kalifornische Kraftfahrzeugbehörde DMV (California Department of Motor Vehicles) hat im Dezember 2015 bestimmt, dass autonome Fahrzeuge in dem US-amerikanischen Bundesstaat mit Lenkrad und Pedalen ausgestattet sein müssen. Fahrzeugführer müsse ein fahrtüchtiger Insasse mit Fahrerlaubnis sein, der jederzeit das Steuer übernehmen und in die Fahrt eingreifen könne. Google zeigte sich über diese Entscheidung „sehr enttäuscht“, weil sie die technischen Möglichkeiten der Fahrzeuge verkenne und den Markt für selbstfahrende Autos behindere. Außerdem werde so die Mobilität von Menschen, die kein Auto lenken können, beschränkt.
Im Gegensatz dazu setzt der Bundesstaat Arizona bei der Regulierung selbstfahrender Autos auf eine im Vergleich zu anderen Bundesstaaten besonders liberale Gesetzgebung, um im Standortwettbewerb für Technologiefirmen attraktiv zu sein. Im Herbst 2017 führte Waymo in Arizona die ersten selbstfahrenden Fahrzeuge ein, die vollständig ohne menschliche Überwachung auskommen. Der Fahrersitz kann unbesetzt bleiben. Allerdings werden diese Fahrzeuge bisher nur in einem dünn besiedelten Vorort von Phoenix eingesetzt, der bezüglich der Komplexität des Verkehrsgeschehens eher geringe Anforderungen an das Auto stellt.

### Gesetzgebung in Deutschland
Im Mai 2015 forderte der Bundesrat die Bundesregierung auf, zusätzlich zu einer Teilstrecke der südlichen Autobahn A9 zügig weitere Strecken für autonome Fahrtests zuzulassen.
Seit dem Sommer 2016 arbeitete das Bundesverkehrsministerium an einem Gesetzesentwurf zum automatisierten Fahren. Ein Kernpunkt des Entwurfes bezog sich auf die Verkehrspflichten des Fahrzeugführers. Ihm sollte es erlaubt sein, dass er sich während der Fahrt abwenden dürfe, solange er jederzeit „wahrnehmungsbereit“ bleibe. Er müsste also sofort nach einer Aufforderung durch die Fahrautomatik wieder selbst das Lenkrad übernehmen. Weiterer Kernpunkt war die Neuregelung des Haftungsrisikos. Ungeklärt war, ob der Fahrzeugführer fahrlässig handeln würde, wenn er sich ganz auf die im Auto verbaute Technik verließe. Kritiker beschrieben den Gesetzesentwurf als politischen Aktionismus. Es fehle bisher an Substanz, und viele relevante Aspekte, z. B. bezüglich der Führerscheinausbildung, aber auch der Datenschutz sei nicht geregelt worden. Eine im Ministerium angesiedelte Ethik-Kommission, an der Vertreter der Automobilindustrie und des ADAC sowie Verbraucherschützer unter Vorsitz des früheren Bundesverfassungsrichters Udo Di Fabio teilhaben sollten, hat Leitlinien für die Programmierung automatisierter Fahrsysteme entwickelt und dies in einem Bericht zusammengefasst.
Am 25. Januar 2017 beschloss die Bundesregierung einen Gesetzentwurf, der autonomes Fahren auf den Straßen des Landes unter bestimmten Voraussetzungen zulassen soll. Der Entwurf kam auch auf Drängen der Daimler AG zustande. Das Gesetz zur Änderung des Straßenverkehrsgesetzes wurde am 30. März 2017 im Bundestag beschlossen. Demnach darf sich der Fahrzeugführer in einem entsprechend ausgestatteten Fahrzeug während des Fahrens „mittels hoch- oder vollautomatisierter Fahrfunktionen … vom Verkehrsgeschehen und der Fahrzeugsteuerung abwenden; dabei muss er derart wahrnehmungsbereit bleiben, dass er seiner Pflicht … jederzeit nachkommen kann.“ In dem Fahrzeug soll es eine Blackbox geben, die alle relevanten Daten aufzeichnet, sechs Monate lang speichert und danach löscht, es sei denn, das Fahrzeug wäre in einen Verkehrsunfall verwickelt gewesen; in diesem Fall blieben die Daten zur Ermittlung des Hergangs erhalten. Kritiker wiesen darauf hin, dass das neue Gesetz nicht nur viele Fragen offen lasse, sondern auch die Kernprobleme dadurch nicht gelöst worden seien. Für den Verbraucher verbleibe es bei zu viel Rechtsunsicherheit. Auch die Vorratsdatenspeicherung der Fahrzeugdaten sei nicht im Sinne des Verbrauchers und nicht hinzunehmen.
Am 28. Juli 2021 trat ein weiteres Gesetz zum autonomen Fahren in Kraft. Mögliche Einsatzbereiche wären dabei etwa der Shuttle-Verkehr von einem festen Ziel zum nächsten oder der Verkehr zwischen zwei Verteilzentren (Hub2Hub-Verkehr). Das Gesetz regelt unter anderem, unter welchen Voraussetzungen Fahrzeugen dieser Art eine Betriebserlaubnis erteilt werden kann und wie Daten beim Betrieb der Kfz verarbeitet werden dürfen. Am 1. Juli 2022 trat eine Verordnung (AFGBV) in Kraft, die Details regelt.

## Ethische Fragen
Da es auch bei autonomen/selbstfahrenden Straßenfahrzeugen Situationen geben kann, in denen Unfälle mit Personenschäden unvermeidbar sind, muss im Vorfeld entschieden werden, welchen Maximen ihr Verhalten in solchen Situationen folgen soll. Ein menschlicher Fahrer würde bei einer plötzlich auftretenden Gefahr, wenn beispielsweise ein Kind auf die Straße läuft, instinktiv reagieren, ohne sich überhaupt aller relevanten Faktoren (etwa der Personen auf dem Bürgersteig) bewusst zu sein. Er wird nicht in der Lage sein, die verschiedenen Handlungsalternativen moralisch zu bewerten. Bei autonomen/selbstfahrenden Autos hingegen wird die Entscheidung, wie sich das Fahrzeug in welcher Situation zu verhalten hat, schon lange vor einem eventuellen Unfall getroffen. Diese Tatsache hat erhebliche Konsequenzen für die Bewertung eines Unfalles durch ein autonomes Auto. So stellen sich beispielsweise folgende Fragen:
- Kann eine Maschine die Situation überhaupt richtig bewerten, beispielsweise zwischen einem Puppenwagen und einem echten Kinderwagen unterscheiden?
- Würde ein Aufrechnen von Menschenleben (utilitaristisch) eine unzumutbare Instrumentalisierung der „Geopferten“ darstellen?
- Würde die Alternative, das autonome Fahrzeug selbst nebst Insassen zu opfern, die Akzeptanz der Technologie verringern?
- Wenn ein Aufrechnen sinnvoll wäre, wie ist dies zu organisieren, also welche Kriterien spielen eine Rolle (z. B. die Anzahl von Menschen oder das Alter)?

Insbesondere die letztgenannte Frage ist Gegenstand aktueller Forschung. Je stärker der Praxisbezug einer eventuellen Programmierung (in moralischen Fragen) einer Maschine wird, desto mehr häufen sich Probleme.
Ein Forschungsteam vom Max-Planck-Institut für Bildungsforschung, dem Massachusetts Institute of Technology (MIT) und der University of Exeter hat fast 5000 Menschen die Frage gestellt, wer schuld an einem Unfall habe, wenn bei der Fahrt mit einem teilautonomen Fahrzeug sowohl der Mensch als auch die intelligente Technik Fehler machten. Ergebnis: In Szenarien, in denen Mensch und Maschine sich die Kontrolle über das Fahrzeug teilten und beide einen Fehler machten, gaben die Befragten eher dem Menschen die Schuld an dem Unfall – unabhängig davon, ob er der erste oder zweite Fahrer war. Warum Menschen eher anderen Menschen die Schuld geben und nicht den autonomen Fahrzeugen, sei eine offene Frage, so die Forscher. Generell neigten Menschen dazu, Ursachen für Ereignisse eher anderen Menschen zuzuschreiben als dem Zufall oder der Umwelt. Ein von künstlicher Intelligenz gesteuertes Fahrzeug sei in der Vorstellung der Menschen – bisher – kein eigenständiger Akteur, der handeln und frei entscheiden könne. Deshalb tendierten Menschen dazu, Maschinen von der Schuld freizusprechen.

## Sicherheit
| Hersteller    | Gesamtstrecke in km | Eingriffe | Strecke km je Eingriff |
| ------------- | ------------------- | --------- | ---------------------- |
| Waymo         | 567.366             | 63        | 9006,0                 |
| GM Cruise     | 211.912             | 105       | 2018,0                 |
| Nissan        | 8.058               | 24        | 336,0                  |
| Zoox          | 3.611               | 14        | 258,0                  |
| drive.ai      | 9.680               | 92        | 105,0                  |
| Baidu         | 3.137               | 43        | 73,0                   |
| Telenav       | 2.544               | 52        | 49,0                   |
| Aptiv         | 2.915               | 81        | 36,0                   |
| Nvidia        | 813                 | 109       | 7,5                    |
| Valeo         | 888                 | 212       | 4,2                    |
| Bosch         | 3.285               | 1.196     | 2,7                    |
| Mercedes-Benz | 1.751               | 843       | 2,1                    |

Die USA sind Vorreiter in der Erprobung autonomer Fahrzeuge. 2015 waren in Kalifornien 48 solcher PKW für den öffentlichen Verkehr zugelassen. Das California Department of Motor Vehicles (DMV), die staatliche Kfz-Zulassungsstelle, erteilt Fahrgenehmigungen und überwacht die Tests autonomer Fahrzeuge. Im Rahmen der Verordnung müssen Unternehmen, denen Genehmigungen für den Betrieb autonomer Fahrzeuge erteilt wurden, jährlich Berichte über Ausfälle und Unfälle einreichen, die dann vom DMV veröffentlicht werden.
Googles vollautonome Autos waren in mehrere Unfälle verwickelt, meist innerhalb von Ortschaften. In einem der bekannt gewordenen Fälle hat der autonome Algorithmus den Unfall verursacht.
Am 7. Mai 2016 kam es zu einem tödlichen Unfall eines Fahrzeugs vom Typ Tesla Model S. Wie weit die Autonomie dieses Fahrzeugs tatsächlich ging, unterliegt seitdem Ermittlungen. Der Tesla-Fahrer starb bei einer Kollision mit einem entgegenkommendem, nach links abbiegenden Sattelzug, ohne dass „Autopilot“ oder Fahrer eine Bremsung eingeleitet hätten. Das Fahrassistenz-System soll den Sattelauflieger mit einem hochhängenden Schild verwechselt haben. Die National Highway Traffic Safety Administration leitete formal Ermittlungen ein.
Kritisch wurde 2019 die Vielzahl von Fällen bewertet, bei denen der Fahrer von Tesla-Autos den sogenannten Autopiloten übernehmen ließen, während der Fahrer sich etwa zum Schlafen legte. Dieses Verhalten entsprach nicht den Spezifikationen des Fahrzeugs und nicht den Richtlinien des Herstellers.
Im März 2021 ermittelten US-Bundesbehörden nach eigenen Angaben in 23 aktuellen Unfällen von Tesla-Fahrzeugen, die mit der Funktion des Autonomen Fahrens in sicherem oder möglichem Zusammenhang standen.

## Sonstiges
Der Begriff Selbstfahrer (Selbstfahrendes Spezialfahrzeug) bezieht sich auf eine Transportplattform auf Rädern, die nicht notwendigerweise wie ein Lkw-Anhänger gezogen werden muss, sondern auch selbst mit einem Antriebsmotor ausgestattet ist. Ein solches Fahrzeug kann an weitere desselben Systems starr angekoppelt oder auch nur über Ladegut mit einem anderen gekoppelt sein. Diese Selbstfahrer werden typisch per Fernsteuerung von einem daneben gehenden Bediener gesteuert. Verschiedene Manöver wie Drehen am Stand oder Versetzen zur Seite können mittels automatisierter Abläufe abgerufen werden.
Mobilkrane haben mitunter Assistenzsysteme, die ein Aufnehmen von zu schwerer Last, die den Kranarm zum Knicken oder den Kran zum Kippen bringen könnte, abbrechen, oder das zu weite Ausladen einer bereits gehobenen Last verhindern.
Die Streckenaufnahmen für Sondertransporte mit großen Ausmaßen und/oder großem Gewicht wurden ehemals an Hindernissen, Engstellen und Kurven zuerst vermessen und der Transport unter genauer Beobachtung mit Lenkgefühl von erfahrenen Menschen händisch gesteuert. Heute besteht die Möglichkeit, Routen im Zuge einer Vorausbefahrung per 3D-Laserscan geometrisch präzise zu erfassen und eine Durchfahrt mit der bekannten Geometrie der Last rechnerisch zu simulieren.
Autonomes Fahren wird auch im Schienenverkehr entwickelt und eingesetzt. Seit 1983 wird die Métro Lille vollautomatisch mit dem VAL-System betrieben. Weitere Netze wurden weltweit eröffnet oder auf einen fahrerlosen Betrieb umgerüstet, zum Beispiel in Paris, Lyon, Mailand, Kopenhagen, Singapur, Dubai oder Barcelona. Der automatische Betrieb ist bei U-Bahnen leichter realisierbar als im Straßenverkehr, da sie unabhängig von anderem Verkehr sind. Mit Bahnsteigtüren werden die Fahrgäste häufig aus Sicherheitsgründen vom Gleisbereich getrennt. Bei der U-Bahn Nürnberg wird die Bahnsteigkante stattdessen überwacht. Die Streckenlänge fahrerloser Linien steigt kontinuierlich, 2017 wurde die Marke von 1000 Kilometer Strecke überschritten.
Eine im Januar 2023 erschienene Veröffentlichung des MIT beschäftigt sich mit dem Energiebedarf und die dementsprechende CO2-Bilanz der zum autonomen Fahren notwendigen Systeme an. Die Studie geht von einer Leistungsaufnahme der beteiligten Systeme von 840 Watt pro Fahrzeug aus.